# Mała księżniczka
Mała księżniczka (ang."A Little Princess", pierwotny tytuł "Sara Crewe, or what happend at Miss Minchin's") – powieść napisana w 1905 przez Frances Hodgson Burnett jako rozwinięcie wcześniejszej powieści w odcinkach pt. Sara Crewe or what happened at Miss Minchin's Boarding School z 1888. Pierwsze wydanie polskie – 1913, pod tytułem Co się stało na pensyi?.
Książka była wielokrotnie filmowana, adaptowana na potrzeby teatralne, a na jej motywach nakręcono również serial anime.

## Treść
Siedmioletnia Sara Crewe, wychowana w Indiach przez czułego i pobłażliwego ojca, kapitana Ralfa Crewe, zostaje wysłana do Londynu, gdzie ma uczyć się na pensji dla dziewcząt prowadzonej przez Marię Minchin. Będąc pod wrażeniem fortuny Crewego i mając nadzieję na jak najdłuższy pobyt Sary na pensji, panna Minchin pozwala jej na o wiele więcej niż innym uczennicom. Sara ma swoją pokojówkę, salon, kucyka i ekstrawagancką garderobę, ponadto może robić wszystko, na co ma ochotę i stale jest komplementowana i przedstawiana jako wzorowa uczennica. Jej prestiż jeszcze wzrasta, gdy kapitan Crewe zostaje współwłaścicielem kilku kopalni diamentów. Mimo tak wyjątkowej pozycji Sara pozostaje skromna i kulturalna, doskonale się uczy i przyjaźnie odnosi się do wszystkich w szkole.
W dniu jedenastych urodzin jej życie nagle się jednak zmienia. Prawnik kapitana Crewe przynosi wiadomość o nagłym bankructwie i śmierci ojca Sary, co sprawia, że panna Minchin postanawia zamienić dotychczasową „pokazową wychowankę" w służącą. Sara zostaje zmuszona do zamieszkania na zimnym i wilgotnym strychu, pod byle pretekstem jest głodzona i zmuszana do chodzenia w łachmanach, pracuje ponad siły. Ze wszystkich dawnych przyjaciółek jedynie Ermengarda, wyśmiewana przez większość uczennic za brak zdolności, i kilkuletnia Lottie (we wcześniejszych polskich tłumaczeniach – Lotka) podnoszą Sarę na duchu i gdy zapada noc wkradają się do pokoiku Sary, a ta opowiada im przeróżne bajki, które sama wymyśliła. Przyjaciółką jest także druga mała służąca Becky (we wcześniejszych polskich tłumaczeniach – Rózia), a także szczur Melchizedek. Ratunkiem dla Sary jest jej bogata wyobraźnia, która pozwala jej przetrwać trudności codzienności. Sara bacznie obserwuje również swoje otoczenie, przyglądając się zwłaszcza tajemniczemu „panu z Indii" – pogrążonemu w depresji biznesmenowi przybyłemu do Anglii z Indii oraz odwiedzającej go rodzinie Carmichael, którą Sara, ze względu na liczebność, nazywa Wielką Rodziną. Dziewczynka nie wie, że tajemniczy bogacz to Carrisford, były wspólnik jej ojca, który udał się do Anglii, by znaleźć córkę kapitana Crewe, przekazać jej odzyskaną fortunę jej ojca i pomóc jej odzyskać dawną pozycję społeczną.
Indyjski służący Carrisforda, Ram Dass, opowiada swojemu panu o nieznanej mu z imienia małej służącej z pensji panny Minchin, której nędzne życie budzi jego współczucie. Obaj zaczynają w tajemnicy jej pomagać, przysyłając anonimowo prezenty i ubrania dla niej oraz zostawiając na stole posiłki. Panna Minchin, choć niemiło zdumiona, akceptuje te prezenty, przekonana, że Sarą anonimowo zaopiekował się jakiś daleki krewny. Któregoś dnia małpka Rama Dassa ucieka na poddasze Sary, która udaje się następnego dnia do domu Carrisforda, by ją oddać. Słysząc, iż dziewczynka umie mówić w hindi, Carrisford i Carmichael zaczynają zadawać jej dalsze pytania i w końcu dochodzą do wniosku, że mają przed sobą osobę, której szukali. Po burzliwej rozmowie z panną Minchin Carrisford zabiera Sarę z pensji. Sara nie zmienia się – nadal jest serdeczna, pełna ciepła i chęci do pomocy, chociaż znów staje się bogatą dziedziczką.

## Okoliczności powstania utworu
Zanim powstała powieść w obecnym kształcie, Burnett napisała powieść w odcinkach Sara Crewe, w której ramowo zawarła wszystkie elementy rozszerzone następnie w powieści. Wątek Sary, najpierw „pokazowej wychowanki", a następnie zwykłej służącej na pensji bezwzględnej panny Minchin, cudownie odnalezionej przez wspólnika jej ojca, pozostał bez zmian. Istotną zmianą jest pogłębienie rysunku psychologicznego bohaterów, zindywidualizowanie niektórych koleżanek Sary ze szkoły oraz poszerzenie opisu jej losów przed stratą ojca. W latach 1902–1903 adaptacja sceniczna utworu, napisana przez tę samą autorkę, była obecna na scenach Nowego Jorku i Londynu.

## Adaptacje

### Musicale
- "Księżniczka Sara", Teatr Muzyczny Tintilo w Warszawie (Teatr Rampa), scenariusz Teresa Kurpias-Grabowska, muzyka Anna Bajak, Marcin Kuczewski, Natalia Bajak, 2014
- Mała księżniczka, Dziecięcy Teatr Muzyczny w San Jose, scenariusz Tegan Mc Lane, muzyka Richard Link, 2002
- Mała księżniczka, Wings Theatre w Nowym Jorku, scenariusz Robert Sickinger, muzyka Mel Atkey, 2003
- Mała księżniczka, TheatreWorks w Palo Alto, scenariusz Brian Crawley, muzyka Andrew Lippa, 2004
- Sara Crewe:Mała księżniczka, Wheelock Family Theatre, Boston, scenariusz i muzyka Susam Kosoff i Jane Staab, 2006
- Mała Księżniczka, Teatr Muzyczny Capitol we Wrocławiu, reżyseria – Marek Weiss-Grzesiński, 2006
- Przygody Sary, Teatr Rampa w Warszawie, scenariusz i reżyseria : Teresa Kurpias, muzyka: Anna Bajak, 2006
- Sara Crewe, teatr Needham w Bostonie, scenariusz i muzyka Miriam Raiken-Kolb i Elizabeth Ellor, 2007

### Adaptacje filmowe
Wymieniono rok produkcji oraz aktorkę grającą rolę tytułową.
- 1917 – Mary Pickford
- 1939 – Shirley Temple
- 1995 – Camille Prats (Filipiny)
- 1995 – Liesel Matthews (USA)

### Adaptacje telewizyjne
- serial z 1973 – Deporah Makepeace w roli Sary
- serial z 1986 – Amelia Shankley w roli Sary
- Mała księżniczka, japońskie anime z 1985 r. – głos Sumi Shimamoto
- Shōkōjo Seira – japońska TV Drama z 2009 roku; Mirai Shida w roli Sary

### Nawiązania literackie
W 1995, Gabrielle Charbonnet napisała Księżniczkę, trzyczęściowy cykl o losach Molly Stewart, córki bogatego reżysera oddanej do ekskluzywnej szkoły z internatem. Główny wątek cyklu zasadniczo powtarzał przesłanie powieści Burnett.